# Hajimete no Gal
Hajimete no Gal (яп. は じ め て の ギ ャ ル, Hajimete no Gal, укр. Моя перша Ґяру) — манґа Меґуру Уено. З середини листопада 2015 року виходила у журналі манґи Kadokawa Shoten Monthly Shōnen Ace.  Станом на квітень 2025 вийшло вже 19 танкобон-томів. Аніме-серіал із десяти епізодів від студії NAZ транслювалася з 12 липня по 13 вересня 2017 року.

## Сюжет
Учень середньої школи Джунічі Хашиба скаржиться на те, що не має подруги, в той час як однокласники навколо вже давно мають повноцінні стосунки. Маленька компанія друзів Джунічі вимушують його зівзнатися у почуттях місцевій красуні-ґяру Юкіно Яме, відомої як «ґал». Хоча Юкана відразу здогадується, що справжньою метою зізнання Джунічі є прагнення позбутися цноти, вона погоджується бути його дівчиною. Джунічі незабаром привертає прихильність інших дівчат, які певний час є знайомими з Джунічі або Юкану, включно з його подругою дитинство та сусідкою Нене, давньою приятелькою Юкани Ранко Хонджо та шкільну знаментитість Юї.

## Персонажі
- Джунічі Хашиба
- Юкана Юме
- Нене Фуджинокі
- Ранко Хонджо
- Юї Каши
- Шинпеі Сакамото
- Кеіґо Ішида
- Мінору Кобаякава
- Аюмі Камісака
- Даі Мітараі

## Медіа

### Манґа
Станом на лютий 2023 видано 16 томів танкобонів.
| №  | Дата виходу     | ISBN                                          |
| -- | --------------- | --------------------------------------------- |
| 1  | 26 травня 2016  | ISBN 978-4-04-104265-6                        |
| 2  | 26 жовтня 2016  | ISBN 978-4-04-105032-3                        |
| 3  | 25 березня 2017 | ISBN 978-4-04-105455-0                        |
| 4  | 26 червня 2017  | ISBN 978-4-04-105777-3                        |
| 5  | 26 грудня 2017  | ISBN 978-4-04-105776-6 978-4-04-106019-3 (SE) |
| 6  | 25 червня 2018  | ISBN 978-4-04-105775-9                        |
| 7  | 26 жовтня 2018  | ISBN 978-4-04-107472-5                        |
| 8  | 25 березня 2019 | ISBN 978-4-04-107473-2                        |
| 9  | 25 вересня 2019 | ISBN 978-4-04-108584-4                        |
| 10 | 25 лютого 2020  | ISBN 978-4-04-108585-1                        |
| 11 | 24 липня 2020   | ISBN 978-4-04-109738-0                        |
| 12 | 26 січня 2021   | ISBN 978-4-04-109739-7                        |
| 13 | 26 липня 2021   | ISBN 978-4-04-111583-1                        |
| 14 | 26 січня 2022   | ISBN 978-4-04-111585-5                        |
| 15 | 26 липня 2022   | ISBN 978-4-04-112719-3                        |
| 16 | 24 лютого 2023  | ISBN 978-4-04-113368-2                        |
| 17 | 25 серпня 2023  | ISBN 978-4-04-114024-6                        |
| 18 | 26 березня 2024 | ISBN 978-4-04-114764-1                        |
| 19 | 25 вересня 2024 | ISBN 978-4-04-115524-0                        |
| 20 | 25 квітня 2025  | ISBN 978-4-04-116230-9                        |

### Anime
A 10-episode anime television series adaptation by NAZ aired from July 12 to September 13, 2017.<ref>{{cite ne